# 平 (姓)
平（へい）は、漢姓の一つ。

## 中国の姓
2020年の中華人民共和国の統計では人数順の上位100姓に入っておらず、台湾の2018年の統計では314番目に多い姓で、547人がいる。

### 著名な人物
- 平凡 - 香港の俳優、本名は平永寿。
- 平亜麗 - 1984年ニューヨーク・ストークマンデビルパラリンピック走り幅跳び金メダリスト。パラリンピックでは中国初のメダル獲得者。
- 平鑫濤（中国語版） - 台湾の翻訳家・起業家・テレビプロヂューサー

### フィクション
- 平四 - 金庸の小説『雪山飛狐』の登場人物。
- 平一指 - 金庸の小説『笑傲江湖』の登場人物。

## 朝鮮の姓
平（へい、ピョン、朝: 평）は、朝鮮人の姓の一つである。

### 著名な人物
- 献穆大夫人（朝鮮語版） - 高麗太祖の后妃。

### 氏族
《忠州平氏世譜》によると始祖は朝鮮仁宗～宣祖の時代の平友聖である。皆忠州平氏からの同源分派である。
| 氏族（地域） | 創始者 | 人数（2015年） |
| ------------ | ------ | -------------- |
| 嘉興平氏     |        | 26             |
| 慶城平氏     |        | 34             |
| 仁川平氏     |        | 14             |
| 忠州平氏     |        | 428            |

### 人口と割合
1930年度国勢調査の時全国に52世帯あり、そのうち34世帯が始興市・江華島を中心した京畿道地域に集中していた。
| 年度   | 人口  | 世帯数  | 順位         | 割合 |
| ------ | ----- | ------- | ------------ | ---- |
| 1960年 | 367人 |         | 258姓158位   |      |
| 1975年 |       | 117世帯 | 249姓中166位 |      |
| 2000年 | 608人 |         |              |      |
| 2015年 | 515人 |         |              |      |